# توتشاپی (منطقه تابور)
توتشاپی (به چکی: Tučapy) یک منطقهٔ مسکونی در جمهوری چک است که در منطقه تابور واقع شده‌است. توتشاپی ۱۸٫۵۶ کیلومتر مربع مساحت و ۷۶۵ نفر جمعیت دارد و ۴۵۵ متر بالاتر از سطح دریا واقع شده‌است.